# Spoorlijn Vojens - Haderslev
De spoorlijn Vojens - Haderslev (Deens: Haderslevbanen) is een lokaalspoorlijn tussen Vojens en Haderslev van het schiereiland Jutland in Denemarken.

## Geschiedenis
De lijn werd geopend door het Nordschleswigschen Eisenbahngesellschaft op 2 mei 1866. Na het verlies van Sleeswijk in de Pruisisch-Deense oorlog ging het eigendom van het traject per 1 januari 1870 over aan de Altona-Kieler Eisenbahn-Gesellschaft. In 1920 werd Zuid-Jutland na een referendum weer Deens waarna de spoorlijn werd overgedragen aan de Danske Statsbaner.

## Huidige toestand
Na het opheffen van het personenverkeer in 1978 heeft er nog goederenverkeer plaatsgevonden tot 1999, in 2004 werd de lijn gesloten. In 2005 werd een wet aangenomen tot ontmanteling van de spoorlijn, echter de vereniging Haderslev Vojens Banen heeft zich ingespannen voor heropening van de lijn waarna deze op 13 juli 2011 weer in gebruik werd genomen als museumlijn.

## Haderslebener Kreisbahn
Tussen 1899 en 1938 was er ook nog een verbinding tussen Haderslev en Vojens met de Haderslebener Kreisbahn. Het gedeelte van deze metersporige lijn tussen station Haderslev H en station Haderslev By werd omgespoord naar normaalspoor om een aansluiting met de haven van Haderslev te realiseren.